# Nannospalax xanthodon
Nannospalax xanthodon is een zoogdier uit de familie van de Spalacidae. De wetenschappelijke naam van de soort werd voor het eerst geldig gepubliceerd door Nordmann in 1840.

## Voorkomen
De soort komt voor in het grootste deel van Turkije, maar ook in Georgië, Armenië en een aantal Griekse eilanden.